# РВ-1М
РВ-1М — возимая трёхдиапазонная радиостанция, предназначена для организации поездной и станционной радиосвязи на железнодорожном транспорте.

## Характеристики
Радиостанция возимая, дуплексно-симплексная, телефонная с частотной модуляцией. Собрана на полупроводниковых элементах с использованием микроконтроллеров Atmel. Радиостанция обеспечивает одновременную независимую работу в трёх диапазонах длин волн — гектометровом (ГМВ), метровом (МВ) и дециметровом (ДМВ). При этом в двух диапазонах могут вестись переговоры в телефонном режиме, а в третьем — передача дискретных данных. В более поздних модификациях (РВ-1.1М) дециметровый диапазон отсутствует.
| Параметр                                                       | Диапазон            | Диапазон        | Диапазон                                                |
| Параметр                                                       | ГМВ                 | МВ              | ДМВ                                                     |
| -------------------------------------------------------------- | ------------------- | --------------- | ------------------------------------------------------- |
| Диапазон частот, МГц                                           | 2,13 и 2,15         | 151,725—156,000 | 307,0000—307,4625 (передача), 343,0000—343,4625 (приём) |
| Антенна                                                        | лучевая (около 8 м) | дискоконусная   | дискоконусная                                           |
| Режим работы                                                   | симплексный         | симплексный     | дуплексный                                              |
| Выходная мощность передатчика, Вт                              | 10—14               | 8—15            | 8—15                                                    |
| Чувствительность приёмника при отношении сигнал/шум 12 дБ, мкВ | 5,0                 | 0,5             | 1,0                                                     |

Радиостанция предназначена для работы при температуре окружающего воздуха −40…+55 °C и относительной влажности до 93 %. Питание радиостанции осуществляется от бортовой сети постоянного тока локомотива. Потребляемая мощность — не более 210 Вт.

## Работа в телефонном режиме
Вызов абонентов производится путём группового тонального вызова. Для этого в эфир передаются частоты, соответствующие вызываемому абоненту. Например, ДСП — 1400 Гц, ДНЦ — 700 Гц, ТЧМ — 1000 Гц. При приёме группового вызова с частотой 1000 Гц в громкоговорителе прослушивается сигнал тонального вызова, а затем вызов голосом. Вызов подтверждается нажатием соответствующей кнопки на пульте управления или снятием микротелефонной трубки с держателя.
Для вызова абонента радиостанция переключается в необходимый диапазон и, если канал свободен, посылается вызов нажатием вызывной кнопки соответствующего абонента.

## Дополнительные возможности
- Приём и передача сигнала вынужденной остановки.
- Оповещение ремонтных бригад о приближающемся поезде.
- Приём команды «Ограждение».
- Передача по радиоканалу дискретной информации от внешних устройств.
- Приём команд от диспетчера в диапазоне ДМВ: «Регистрация нарушения графика», «Уменьшить скорость», «Увеличить скорость», «Повысить бдительность», «Вынужденное торможение», «Зелёная улица», «Опоздание», «Разговор».